# Detroit (řeka)
Detroit (anglicky Detroit River) je řeka na hranici mezi Kanadou a USA. Je 51 km dlouhá a 1 až 4 km široká. Patří do systému Velkých jezer. Je zdrojem pitné vody pro pět milionů lidí.

## Průběh toku
Odtéká z jezera svaté Kláry a ústí do Erijského jezera. Má několik přítoků a její vlastní povodí má velikost 2000 km².

### Přítoky
- zprava Rouge River, Ecorse River, Conner Creek, Marsh Creek (USA)
- zleva Turkey Creek, Little River, Canard River (Kanada).